# Rickman (Unternehmen)
Rickman ist ein ehemaliger britischer Hersteller von Motorrädern und Automobilen. Das Unternehmen fertigte anfänglich hochwertige Motorradrahmen, die von den Kunden im Eigenbau unter Verwendung von Komponenten anderer Hersteller komplettiert wurden. Die vielfach unter dem Namen Métisse (französisch für Mischling oder Bastard) angebotenen Rickman-Motorräder genießen weltweit Kultstatus. Bei der FIM-Motorrad-Weltmeisterschaft 1969 konnte der Brite Alan Barnett mit einer Metisse-Matchless im Gesamtklassement mit 32 Punkten bis auf Platz fünf fahren. Daneben entstanden bei Rickman auch Bausätze für Kit Cars.

## Unternehmensgeschichte
Das in New Milton ansässige Unternehmen Rickman Brothers wurde von den Brüdern Derek und Don Rickman gegründet. Ihr Vater hatte bereits seit den frühen Nachkriegsjahren in New Milton einen Motorradhandel betrieben. Derek und Don Rickman waren in den 1960er-Jahren erfolgreiche Motorradrennfahrer. Anfänglich fertigten sie Motorräder nur für den eigenen Gebrauch, d. h. für ihre eigenen Renneinsätze. Später stellten sie auf Kundenwunsch Nachbauten ihrer Konstruktionen her. Daraus wurde schrittweise eine Serienproduktion, in deren Verlauf die Belegschaft des Unternehmens auf 75 Mitarbeiter anwuchs. Insgesamt stellte Rickman etwa 12.000 Motorräder her; 85 % davon gingen in den Export. Mitte der 1970er-Jahre gaben die Rickman-Brüder die Motorradproduktion auf. Das Unternehmen fertigte danach Motorradverkleidungen aus Kunststoff, Rahmen für BMX-Fahrräder und Krankenhausbetten.
Nach und nach nahm Rickman auch die Herstellung von Kunststoffkarosserien für Automobile auf. Anfänglich war Rickman hier lediglich Subunternehmer oder Auftragnehmer für andere Hersteller wie etwa Eagle Cars. Ende der 1970er-Jahre begann Rickman schließlich, selbst Bausatzautomobile – sog. Kit Cars – herzustellen, die in Großbritannien zeitweise steuerlich begünstigt waren. Bis 1993 entstanden mehr als 1.000 Bausätze. Überwiegend handelte es sich um Geländewagen, zeitweise war auch ein Sportwagen und ein Coupé im Angebot.
1990 verkauften die Rickman-Brüder ihr Unternehmen an FVS International, das bereits im folgenden Jahr zahlungsunfähig wurde. Aus der Insolvenz heraus kauften die Rickman-Brüder die Rechte an den Produkten des Unternehmens zurück und setzten die Fertigung von 1991 bis 1993 unter dem Namen Rickman Developments fort. Ende 1993 übernahm die in Birmingham ansässige Lomax Motor Company den Betrieb, die den Namen Rickman bis 1999 nutzte.

## Motorräder

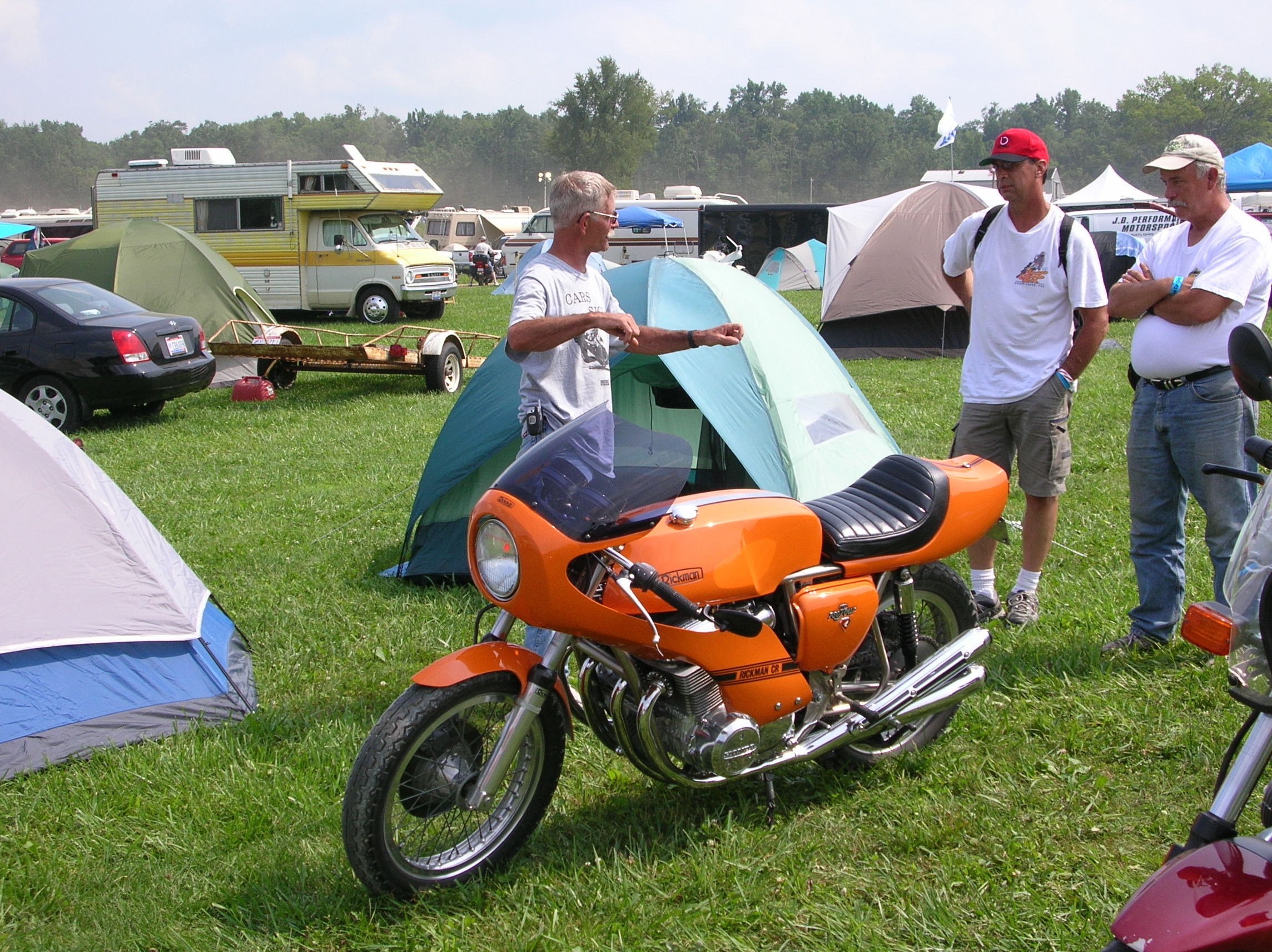
Rickman-Motorrad mit Honda-Motor
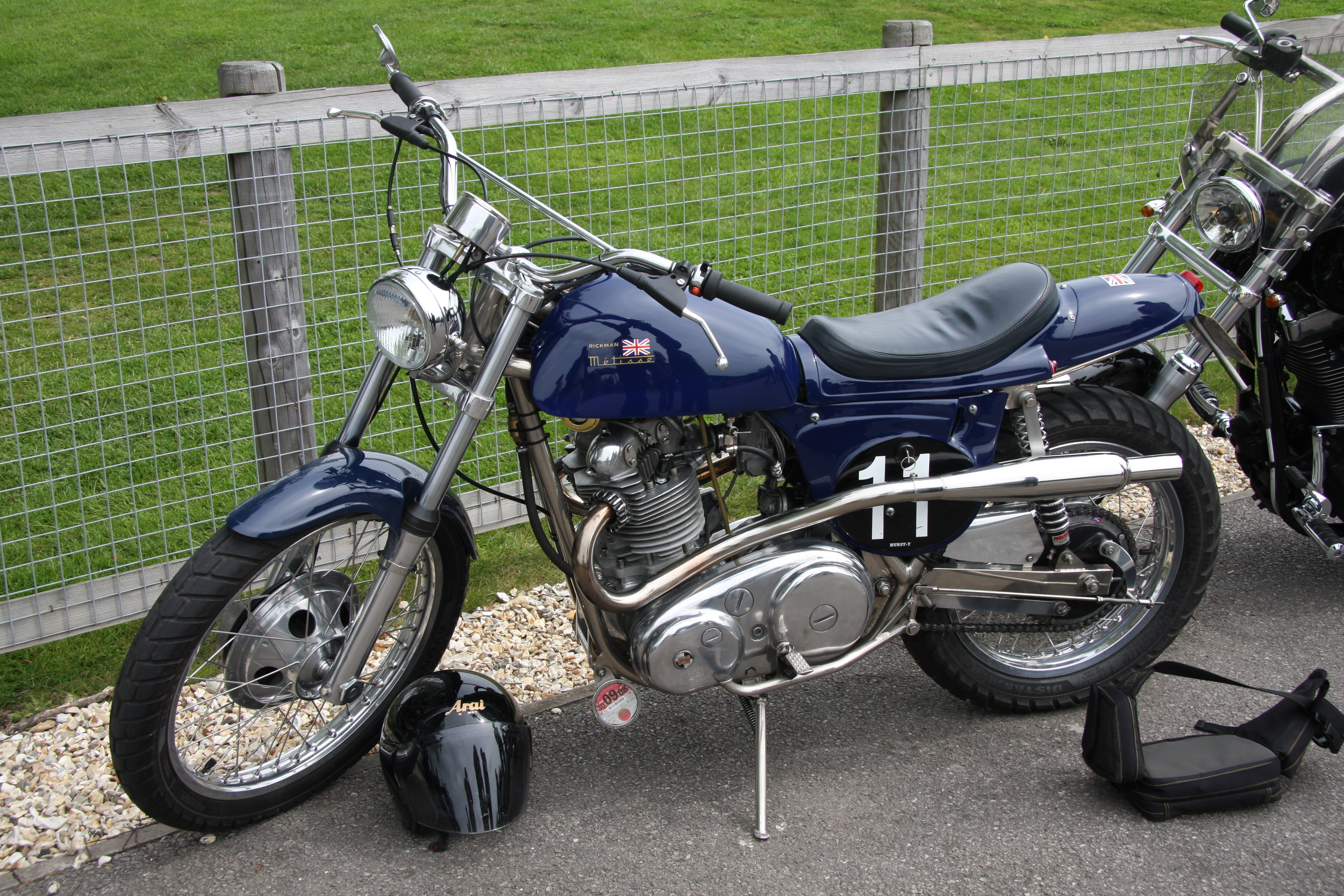
Rickman Métisse
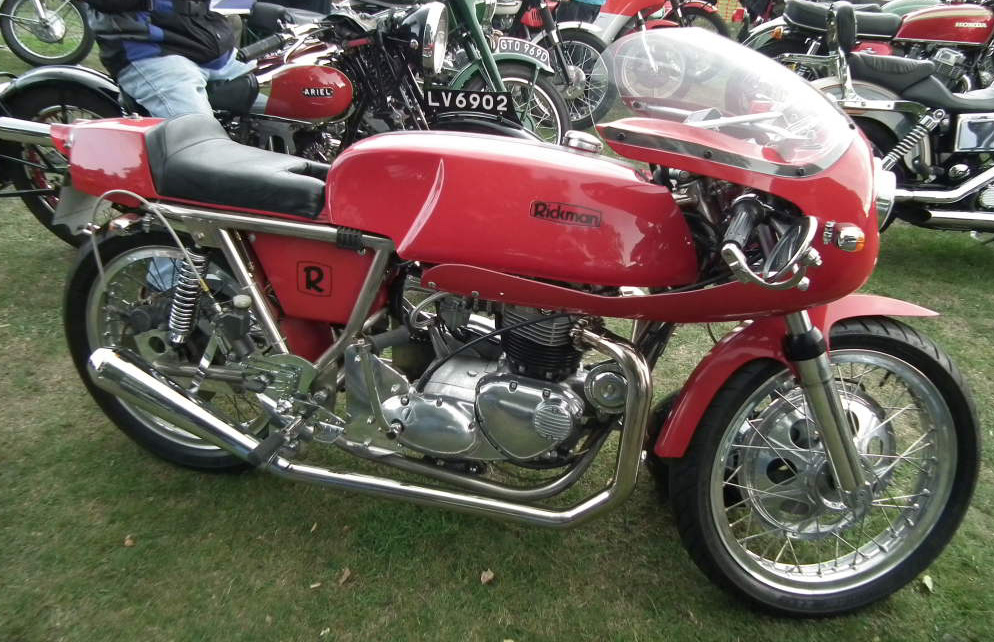
Rickman Triumph Cafe racer
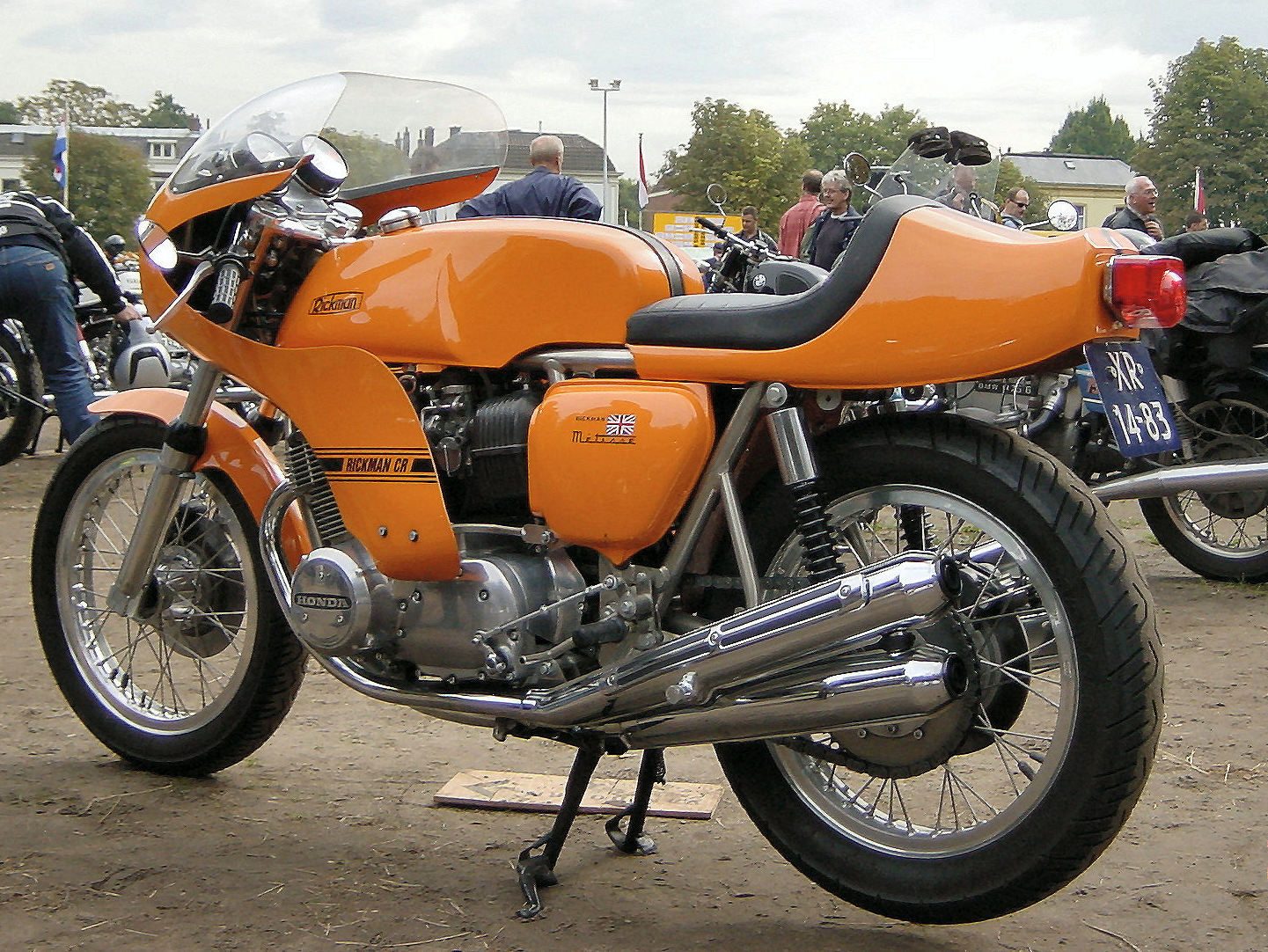
750er Rickman Honda
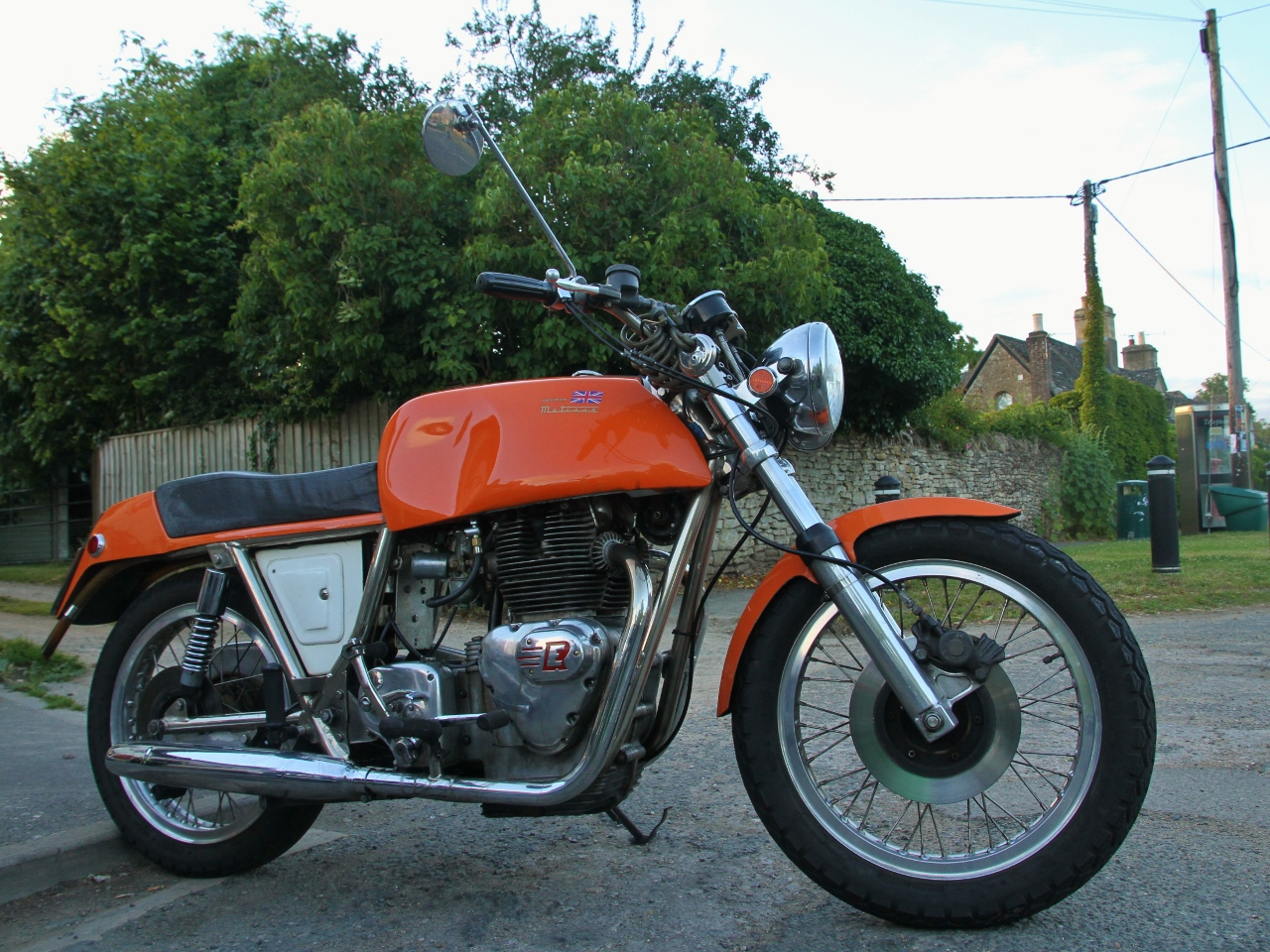
Enfield von Rickman
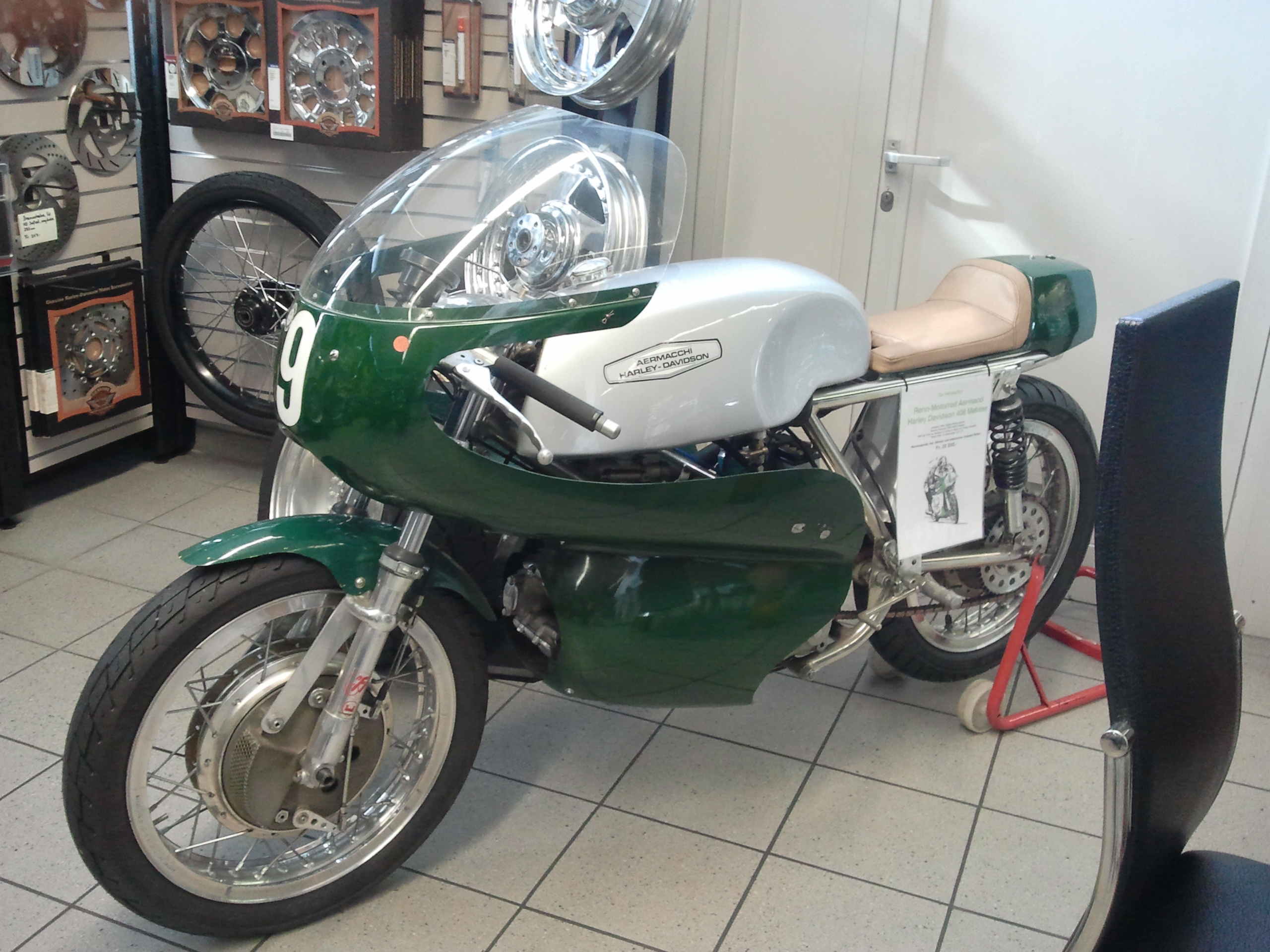
Rickman Aermacchi „Ala d'Oro 408 GP“ (1968)

Rickman produzierte Eigenbau-Motorräder und vor allem Rahmen für die englischen Maschinen von Triumph und Norton sowie die schweren japanischen Motorräder von Honda und Kawasaki. Rickman verwendete für die Rahmen hochwertiges Reynolds-Stahlrohr, das hart verlötet wurde. Als Korrosionsschutz wurden die Rahmen und Schwingen anschließend vernickelt. Oftmals dienten die Rahmenrohre zusätzlich als Ölreservoir für die Motorschmierung, weswegen die Rahmen innen selten rosten.
Die besondere Steifigkeit der Rahmen entsteht aus der Verwendung möglichst kurzer und gerader Rohrstücke, die auf möglichst direktem Wege Steuerkopf und Schwingenlagerung verbinden.
Den Gebrüdern Rickman gelang es, in Zusammenarbeit mit der Firma AP-Lockheed, die Scheibenbremse am Motorrad zur Serienreife weiterzuentwickeln und erstmals in Serie einzusetzen. In der ersten Serie noch mit den charakteristischen großen Naben, welche die gesamte Bremsanlage umfassen.
Ferner kam an den Métisse-Fahrgestellen eine spezielle Art der Kettenspannung zum Einsatz. Die Spannung der Kette wurde durch verschiedene, unterschiedlich stark exzentrisch gebohrte Einlagscheiben verändert. Diese Scheiben wurden paarweise am Drehpunkt der Schwingenachse montiert. Dadurch blieb das Hinterrad immer korrekt in der Spur und konnte nicht falsch montiert werden.
Rickman-Motorräder und -Rahmen genießen Kult-Status unter Liebhabern sowohl englischer wie auch älterer japanischer Motorräder. Vergleichbare Wertschätzung haben die italienischen Bimota-Maschinen sowie die Produkte von Fritz Egli aus der Schweiz. Gründe zur Wertschätzung sind:
- die wesentlich verbesserten Fahrleistungen
- über stabilere Fahrwerke
- mit stabileren Telegabeln
- präzisere Kettenspannvorrichtung durch austauschbare Exzenterscheiben an der [Hinterradschwinge]
- und weitaus besser gelagerten Hinterradschwingen, die den hohen Motorleistungen besser angepasst waren, als dies vergleichsweise die Serien leisteten,
- weiter die handwerkliche Verarbeitungsqualität (u. a. bessere Lötnähte),
- die Dauerhaltbarkeit durch die Verwendung hochwertiger Stahlrohre

## Automobile
Seit 1985 stellte Rickman Bausätze für verschiedene Automobile her, die unter eigenem Namen vermarktet wurden. Sie waren jeweils für die Verwendung von Ford-Komponenten ausgelegt. Rickmans Modellpalette umfasste:
- Rickman Ranger: ein viersitziger Geländewagen mit Kunststoffkarosserie, der in der Gestaltung an den Suzuki SJ erinnerte. Das Auto nutzte die Mechanik und die Antriebstechnik des Ford Escort. Bis 1999 entstanden etwa 900 Exemplare des Ranger.
- Rickman Space Ranger: eine verlängerte Version des Ranger, die in 90 Exemplaren hergestellt wurde.
- Rickman Rancher: eine als Wohnmobil konzipierte Version des Space Ranger, deren Aufbau im Heckbereich erhöht war. Von ihm fertigte Rickman etwa 250 Fahrzeuge.
- Rickman Métisse, ein viersitziges Sportcoupé mit Fließheck, das die Mechanik des Ford Sierra nutzte. Anfänglich als Rickman vermarktet, erwarb 1995 ein unabhängiger Produzent die Rechte an der Konstruktion. Von 1995 bis 2007 wurde es daraufhin im walisischen Bridgend von Metisse Cars produziert. Insgesamt entstanden etwa 20 Exemplare des Coupés. Eine Pick-up-Version mit offener Ladefläche wurde 2005 zweimal hergestellt.

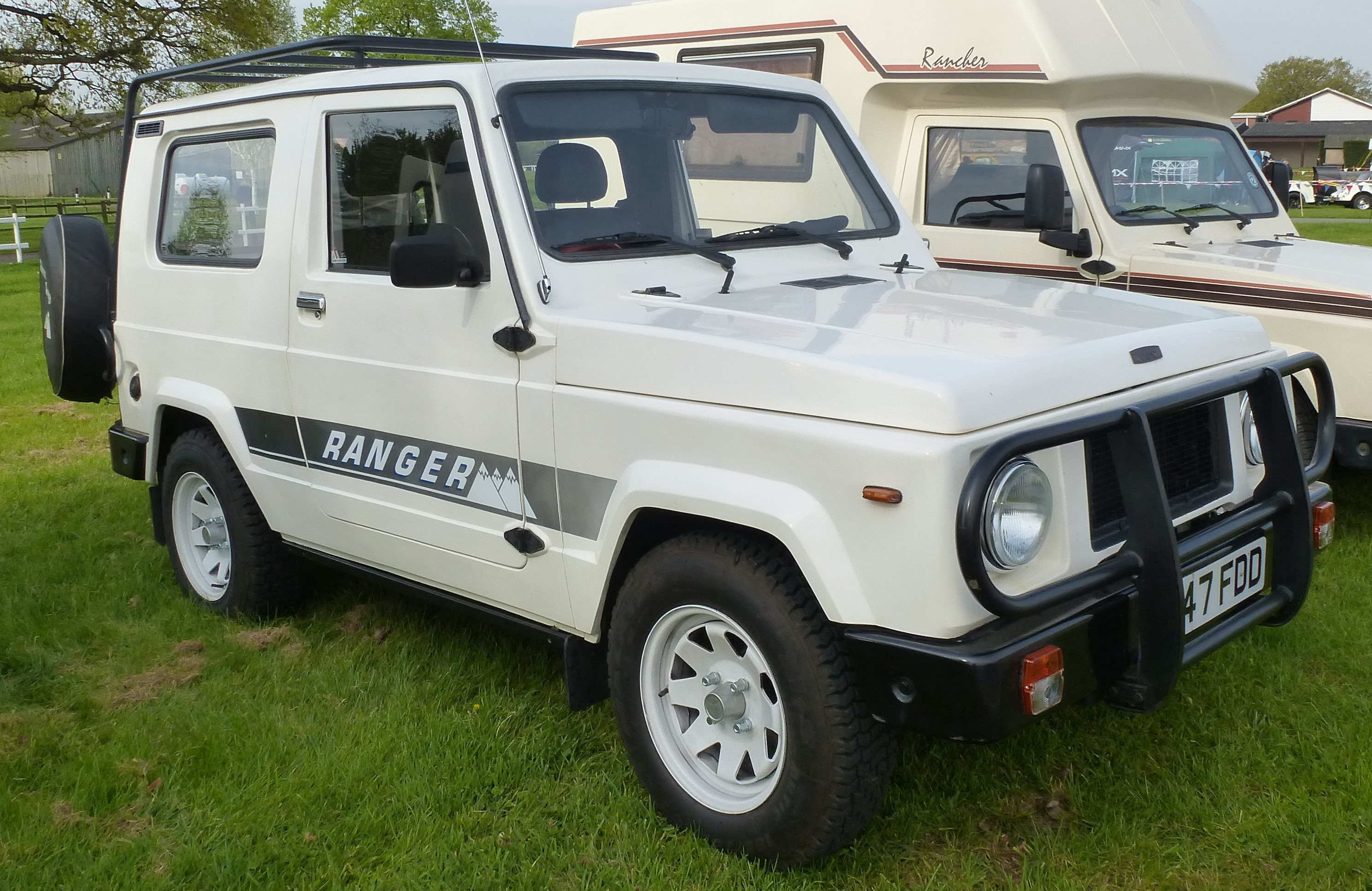
Rickman Ranger mit festem Aufbau
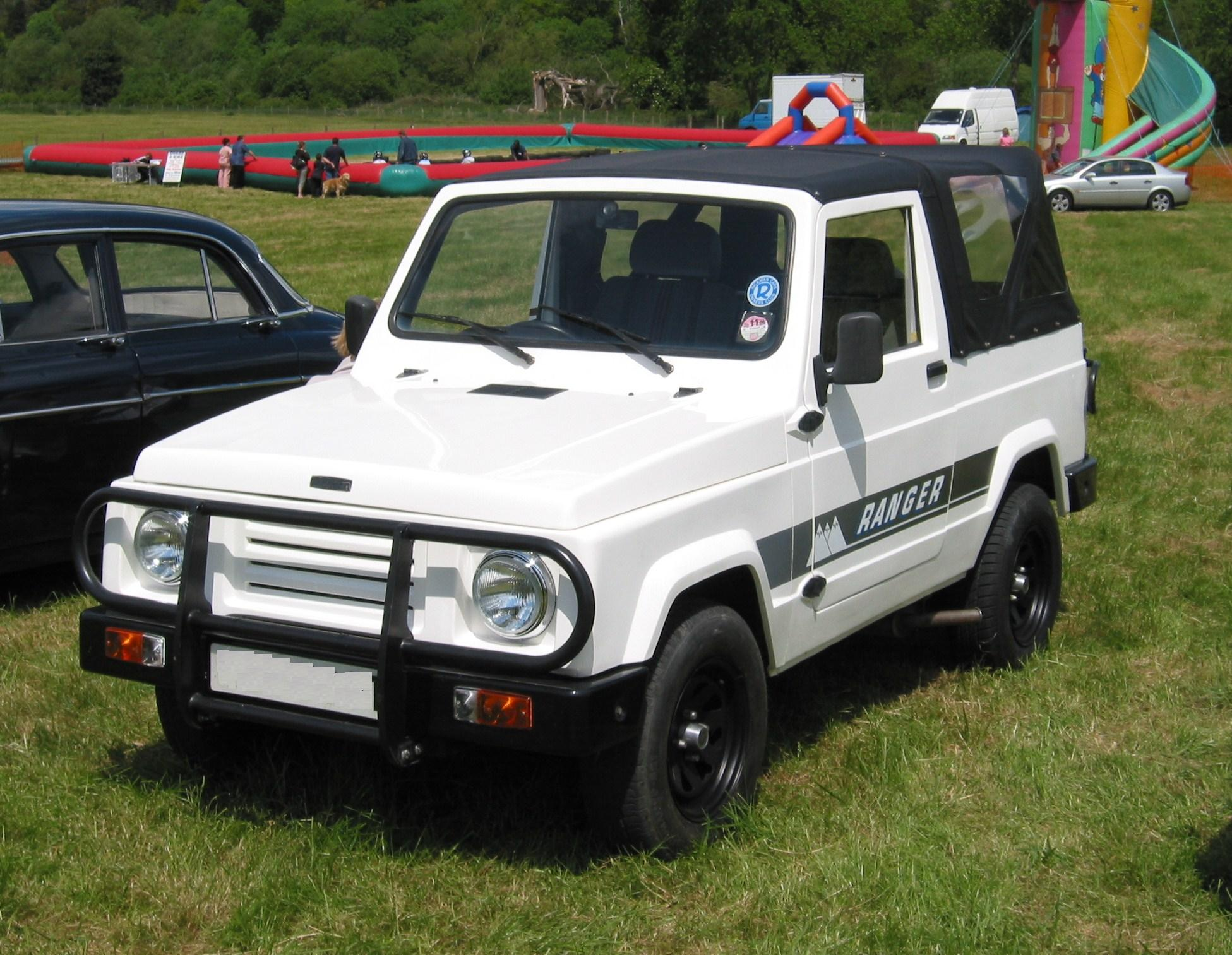
Rickman Ranger mit Verdeck
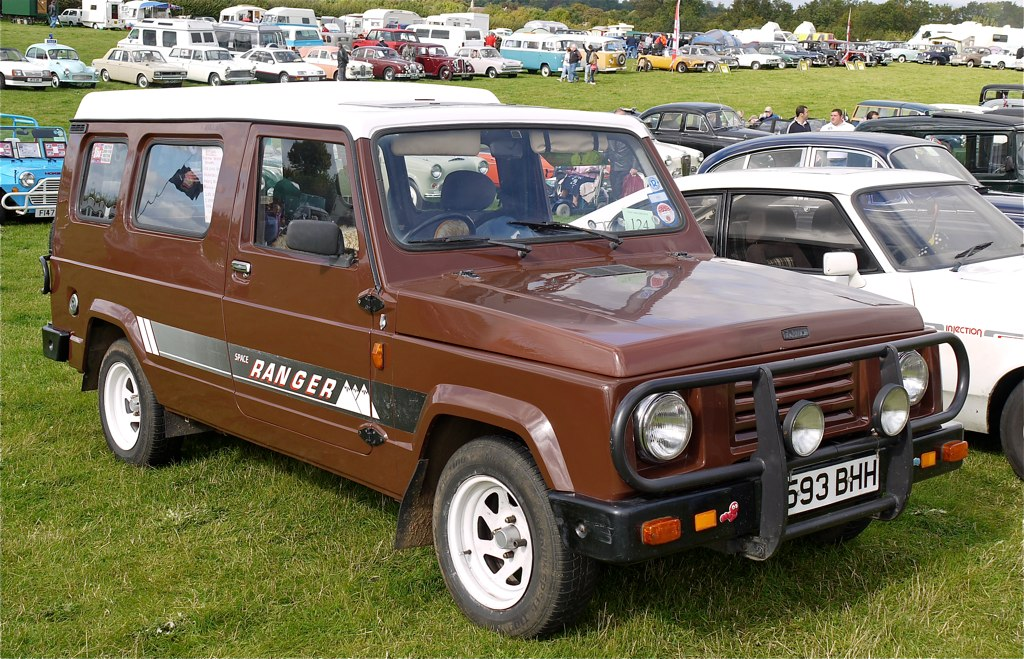
Rickman Space Ranger
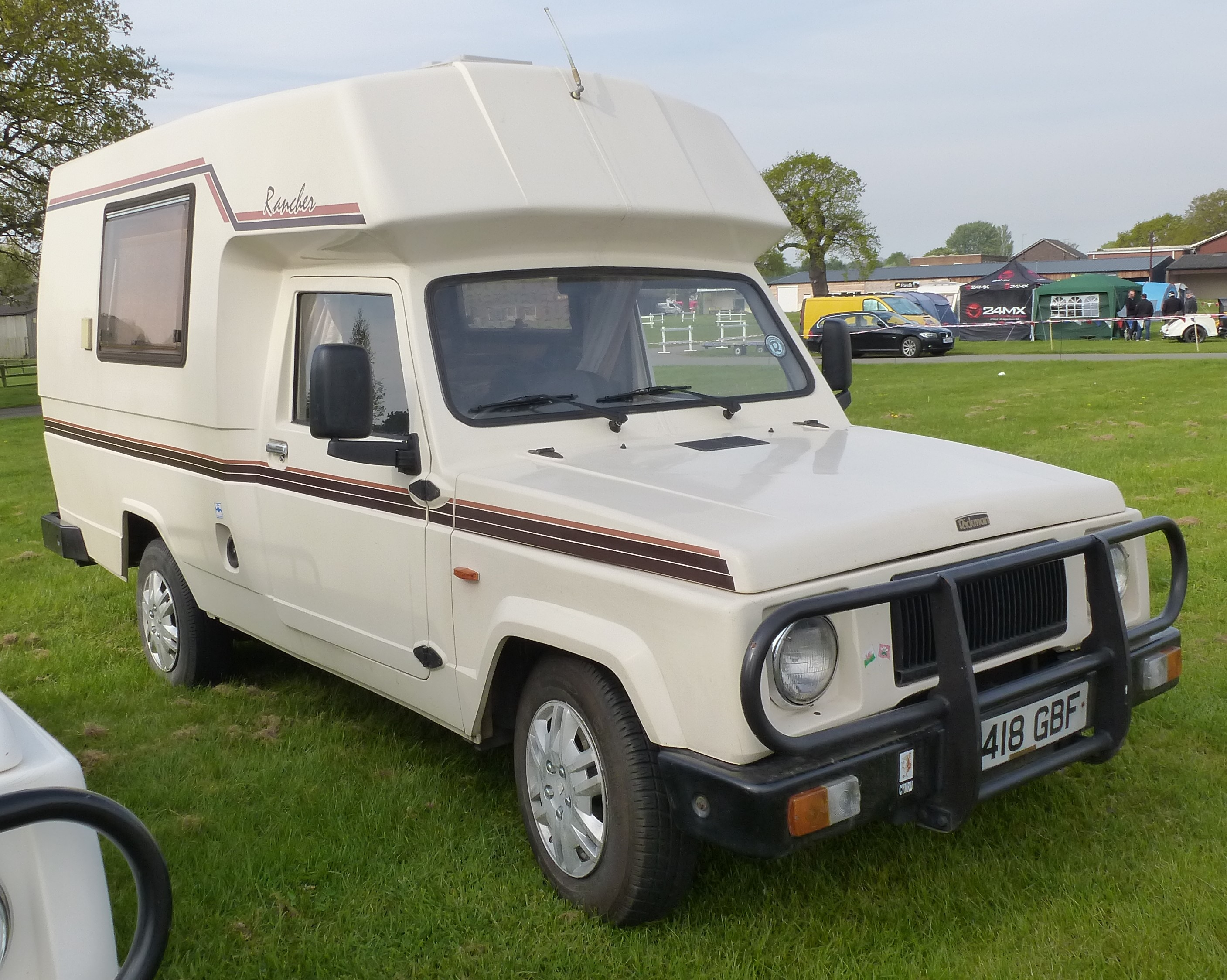
Rickman Rancher
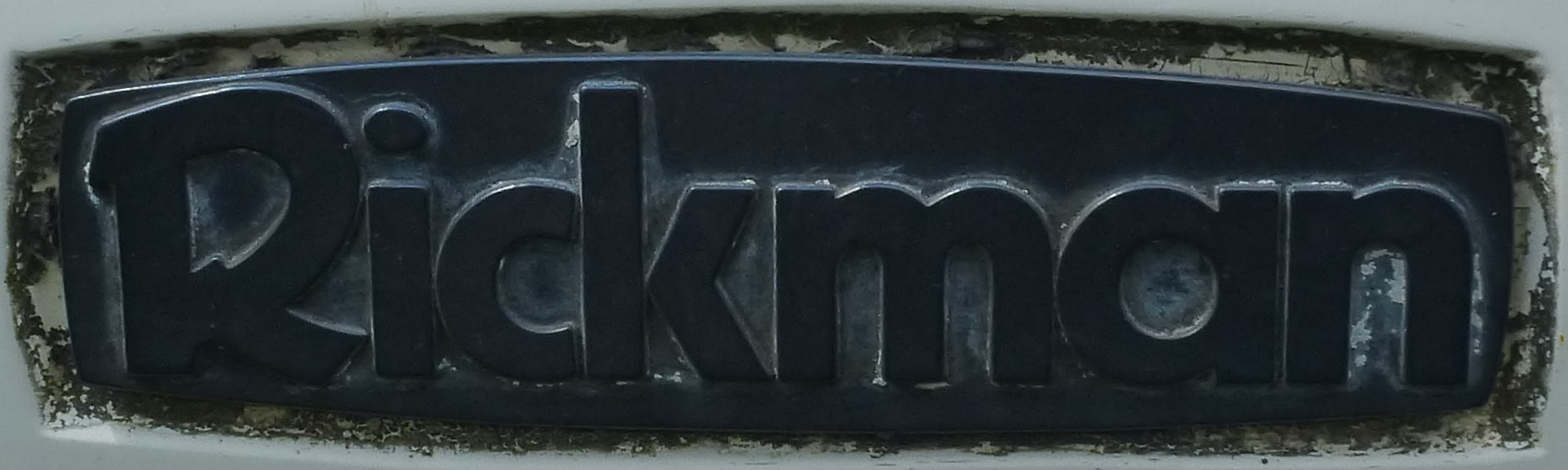
Schriftzug